# Guyanancistrus niger
Guyanancistrus noir
Espèce
Synonymes
- Hemiancistrus niger Norman, 1926 (protonyme)
- Lasiancistrus niger (Norman, 1926)
- Pseudancistrus niger (Norman, 1926)

Le Guyanancistrus noir (Guyanancistrus niger) est une espèce de poissons-chats de la famille des Loricariidae.

## Taxinomie
L'espèce est décrite par John Roxborough Norman en 1926 sous le protonyme Hemiancistrus niger. Elle est placée par certains auteurs dans les genres Lasiancistrus et Pseudancistrus, mais fait désormais partie du genre Guyanancistrus.